# بوشترانگه (پرشوو)
بوشترانگه (به صربی: Buštranje) یک روستا در صربستان است که در پریچو واقع شده‌است. بوشترانگه ۹٫۵۱ کیلومتر مربع مساحت و ۸۷۲ نفر جمعیت دارد.